# Daily Mail Tournament

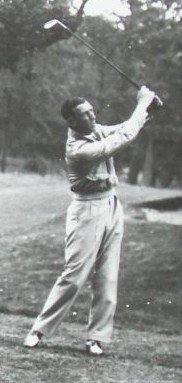
Alf Padgham
winnaar 1936

Het Daily Mail Tournament  was een internationaal golftoernooi in de periode dat de Europese PGA Tour nog niet bestond. Het werd altijd in het Verenigd Koninkrijk gespeeld.

## Geschiedenis
Voordat de huidige Europese Tour in 1972 werd opgericht, was er een Europese Tour, waarbij ieder land zijn eigen toernooi organiseerde. Nederland heeft het Dutch Open sinds 1912 en het Belgisch Open werd van 1910-2000 gespeeld. 
Engeland heeft het Brits Open sinds 1860 en na de Tweede Wereldoorlog kwamen daar verschillende toernooien bij: het PGA Kampioenschap sinds 1955, het Daks Tournament van 1950-1971, de Benson & Hedges van 1971-2003, het Spalding Tournament sinds 1947 en het Piccadilly WK Match Play sinds 1964.  
Het Daily Mail toernooi bestond al voor de oorlog. 
In 1936 won Alf Padgham, nadat hij eerder dat jaar het Brits Open op de Royal Liverpool Golf Club had gewonnen. Later dat jaar won hij nog twee toernooien. Bovendien won hij dit toernooi tien jaar later opnieuw.
In 1947 speelde Norman Von Nida dit toernooi op  Kilmarnock, waarvoor £ 2.500 aan prijzengeld beschikbaar was. Hij was de grote favoriet met Henry Cotton, maar geen van beiden won. In die tijd konden 60 pro's zich maandag en dinsdag voor het toernooi kwalificeren, waarna het toernooi van 72 holes op woensdag begon. Von Nida werd in 1947 nummer 2 op de Britse Order of Merit. In 1948 won hij wel het Daily Mail toernooi.

## Winnaars
| Daily Mail Tournament - 1936: Alf Padgham - 1937: Sam King - 1938: Alf Perry Daily Mail Victory Tournament - 1945: Charlie Ward | Daily Mail Tournament - 1946: Alf Padgham - 1947: ? - 1948: Norman Von Nida - 1949: Tom Haliburton - 1950: Charlie Ward na play-off tegen Ossie Pickworth uit Australië. |